# Hedvig Rasmussen
Hedvig Lærke Berg Rasmussen (Frederiksberg, 22 de diciembre de 1993) es una deportista danesa que compite en remo.
Participó en dos Juegos Olímpicos de Verano, obteniendo una medalla de bronce en Río de Janeiro 2016, en la prueba de dos sin timonel, y el octavo lugar en Tokio 2020, en la misma prueba.
Ganó dos medallas de bronce en el Campeonato Mundial de Remo, en los años 2017 y 2019, y una medalla de plata en el Campeonato Europeo de Remo de 2017.

## Palmarés internacional
| Juegos Olímpicos   | Juegos Olímpicos          | Juegos Olímpicos  | Juegos Olímpicos   |
| Año                | Lugar                     | Medalla           | Prueba             |
| ------------------ | ------------------------- | ----------------- | ------------------ |
| 2016               | Río de Janeiro (Brasil)   | Medalla de bronce | Dos sin timonel    |
| Campeonato Mundial |                           |                   |                    |
| Año                | Lugar                     | Medalla           | Prueba             |
| 2017               | Sarasota (Estados Unidos) | Medalla de bronce | Dos sin timonel    |
| 2019               | Ottensheim (Austria)      | Medalla de bronce | Cuatro sin timonel |
| Campeonato Europeo |                           |                   |                    |
| Año                | Lugar                     | Medalla           | Prueba             |
| 2017               | Račice (República Checa)  | Medalla de plata  | Dos sin timonel    |